# Dekanat Olecko – Niepokalanego Poczęcia Najświętszej Maryi Panny
Dekanat Olecko – Niepokalanego Poczęcia NMP – jeden z 22 dekanatów w rzymskokatolickiej diecezji ełckiej.

## Parafie
W skład dekanatu wchodzi 7 parafii:
- parafia Matki Bożej Częstochowskiej – Cichy
- parafia św. Apostołów Piotra i Pawła – Judziki
- parafia św. Jana Chrzciciela – Kowale Oleckie
- parafia Najświętszej Maryi Panny Królowej Polski – Olecko
- parafia Świętej Rodziny – Olecko
- parafia Matki Bożej Szkaplerznej – Świętajno
- parafia Matki Bożej Różańcowej – Szarejki

## Sąsiednie dekanaty
Filipów, Giżycko – św. Krzysztofa, Gołdap, Olecko – św. Jana Apostoła